# Жюльєтт Адам
Жюльєтт Ламбер, у шлюбі Адам (точніше: Адан; фр. Juliette Adam; 4 жовтня 1836 — 23 серпня 1936) — французька письменниця, редакторка, господиня літературного салону та феміністка.

## Життєпис
Народилася в сім'ї лікаря. У 1852 стала дружиною доктора Мессін. Після смерті чоловіка в 1868 році стала дружиною Антуана Едмона Адама (Antoine Edmond Adam, 1816—1877), префекта поліції й сенатора. 
Організувала салон, у якому збиралися багато відомих політичних діячів і письменників республіканських поглядів. У 1879 заснувала журнал Nouvelle Revue. Підтримувала політику реваншизму й орієнтацію на союз з Росією, критикувала Бісмарка. Вважається однією з авторів скандальної серії книг, що виходили під псевдонімом «Count Paul Vasili» (Князь Павло Василь).

## Праці
- Idées antiproudhoniennes sur l’amour, la femme et le mariage, 1858
- Les provinciaux à Paris, in Paris Guide 1868; English translation Paris for Outsiders 2016
- Laide, 1878
- Grecque, 1879
- Païenne, 1883
- Mes angoisses et nos luttes, Paris, A. Lemerre, 1907
- L'Angleterre en Egypte, Paris, 1922